# Аутоматизација канцеларијског пословања
Аутоматизација канцеларијског пословања се односи на различите рачунаре и софтвере који се користе за дигитално креирање, сакупљање, складиштење, манипулацију и преношење пословних информација потребних за испуњавање основних задатака. Складиштење података, електронски трансфер, и управљање информацијама електронског пословања представљају основне активности система за аутоматизацију канцеларијског пословања.  Аутоматизација канцеларијског пословања помаже у оптимизовању или аутоматизовању постојећих канцеларијских процедура.
Потпору аутоматизације канцеларијског пословања представља LAN (енгл. Local Area Network — Локална рачунарска мрежа) која дозвољава корисницима да путем мреже преносе податке, мејлове, па чак и глас. Све канцеларијске функције, укључујући диктирање, куцање, попуњавање, копирање, факс, Телекс, микрофилм, управљање записима, телефонирање и телефонске централе припадају овој категорији. Аутоматизација канцеларијског пословања је био популаран термин 1970-их и 1980-их када је десктоп рачунар ступио на сцену.
Предности су:
1. Аутоматизацијом канцеларијског пословања се може постићи да се брже обави већи број задатака.
2. Елиминише потребу за великим бројем запослених.
3. Потребно је мање простора за складиштење података.
4. Велики број људи може да ажурира податке истовремено у случају да се десе промене у распореду.[2]